# Esfingomonadàcies
Esfingomonadàcies (Sphingomonadaceae) és una família d'alfaproteobacteris. Una característica important és la presència d'esfingolípids a la membrana externa de la paret cel·lular. Les cèl·lules són ovoides o en forma de bacil. Altres també són pleomòrfics, és a dir, les cèl·lules canvien de forma amb el temps. Algunes espècies són fototròfiques. Sphingomonadaceae també són coneguts per la capacitat d'algunes espècies de degradar alguns compostos aromàtics. Això fa que els bacteris d'interès per a la descontaminació ambiental.